# Dongfeng Automobile Company
Dongfeng Automobile Company, Limited, 东风汽车股份有限公司S (DFAC), è un'azienda automobilistica cinese con sede a Xiangyang. È una sussidiaria di Dongfeng Nissan (o Dongfeng Motor Company Limited: una joint venture tra Dongfeng Motor Group e Nissan).
Produce veicoli commerciali leggeri per il mercato cinese. Produce anche motori diesel in una joint venture 50/50 con Cummins chiamata Dongfeng Cummins Engine.